# RMS Lusitania
RMS Lusitania (søsat d. 7. juni 1906) var et 239 meter langt og 31.500 tons tungt britisk passagerskib. Skibet sejlede for rederiet Cunard Line mellem New York og Liverpool indtil 1915, hvor det blev sænket af den tyske ubåd U 20, der beskød det med en 300 punds torpedo, der ramte i i styrbord side. Hoveddamprøret blev sprængt, hvorfor ordren fra broen "fuld kraft bak", ikke kunne udføres. Derfor fortsatte skibet fremad med en betydelig fart, som gjorde det vanskeligt at sætte redningsbådene i vandet.
Lusitanias kaptajn, William Thomas Turner, overlevede og kunne i den efterfølgende retssag berette, at han så torpedoens hvide skumsprøjt i vandet og hørte braget fulgt af yderligere et rumlende brag. Hvorvidt det var ammunitionen eller de efterhånden tomme og tæt støvede kullagre, der eksploderede, er aldrig blevet opklaret.
Skibet sank på blot 18 minutter, 12 miles fra Old Head of Kinsale i Irland på position 51.24.15N-08.32.00W. 14:28 GMT, fredag d. 7 maj 1915 og ligger på cirka 100 meters dybde.
Før katastrofen havde der været advarsler om faren ved at passere farvandet ved Storbritannien. Også havet omkring Irland lå i farezonen, men det havde man overhørt, og her blev båden sænket. Blandt de 1.198 passagerer, der omkom, var 128 amerikanere, hvilket ændrede den almindelige amerikaners holdning til, hvorvidt USA skulle tage aktiv part i 1. verdenskrig.
Den engelske flåde undlod at beskytte skibet til trods for, at man vidste, at der var tyske ubåde i området, og at skibet medbragte 173 tons krigsmateriel i form af ammunition til de kæmpende soldater i Europa.

## Jomfrurejse
RMS Lusitania stod ud på sin jomfrurejse den 6. september 1907 fra London til New York og ankom den 12. september til New York efter at have krydset Atlanterhavet på rekordtiden fem dage. RMS Lusitania nåede at krydse Atlanterhavet 202 gange og modtog den prestigefyldte pris Blå bånd for hurtigste gennemsnitshastighed over Atlanten.

## Britisk propaganda
Det var i britisk interesse at ophidse amerikanerne, så briterne opdigtede en historie om, at i nogle regioner i Tyskland fik skolebørn en fridag for at fejre sænkningen af Lusitania. Denne historie var så effektiv, at den amerikanske ambassadør i Tyskland, James W. Gerard, nævnte det i sine memoirer om sin tid i Tyskland, Face to Face with Kaiserism (1918), selvom historien var det rene opspind. 

## Film/TV
I 2007 blev dramaet lavet til en tv-film med titlen:
Lusitania: Murder on the Atlantic
Der Untergang der Lusitania – Tragödie eines Luxusliners (Germany)
Sinking of the Lusitania: Terror at Sea (USA).
Instruktør: Christopher Spencer.
- Wikimedia Commons har flere filer relateret til RMS Lusitania

## Eksterne links
- Kilder til sænkningen af RMS Lusitania på DenStoreKrig.ExCathedra.dk

| Vandsport/vandtransport | Spire Denne vandsports- eller vandtransportsartikel er en spire som bør udbygges. Du er velkommen til at hjælpe Wikipedia ved at udvide den. |

51°24′45″N 8°32′52″V / 51.4125°N 8.5478°V